# Child’s Play (Album)
Child’s Play (auch: Childs Play) ist ein Album von Country Joe McDonald aus dem Jahr 1983.

## Hintergrund
Das Album entstand über den Zeitraum mehrerer Jahre in den Studios Fantasy Studios in Berkeley und Crystal Sound Studios in Los Angeles. Es erschien über McDonalds eigenes Independent-Label RagBaby Records.
McDonald interpretiert darin, sechzehn Jahre nach seinen ersten Erfolgen und 14 Jahre nach Woodstock, einige frühere Titel neu und fügt einige Titel hinzu.
Insgesamt ist die Musik eher sanft bis rockig mit starkem Einfluss von elektronischen und anderen Effekten. Dabei versuchte sich der Künstler an einem humorigen Ansatz und arbeitete verstärkt mit Soundeffekten.
Zur Entstehungszeit lag Country Joe McDonalds Karriere in den Vereinigten Staaten brach. Nur in Europa hatte der Singer-Songwriter noch Erfolg. Dementsprechend wenig erfolgreich war das Album in den Vereinigten Staaten.
Das Album wurde 1997 vom Classic-Rock-Label One Way Records auf CD veröffentlicht.

## Titelliste
(alle Stücke von Country Joe McDonald, außer Star Yeck, das letztere zusammen mit Trevor Lawrence und Jay Graydon)
1. Not in a Chinese Restaurant – 4:50
2. Power Plant Blues – 5:02
3. Picks and Lasers – 9:00
4. Ice Pack – 4:15
5. One More Year of Good Times – 3:20
6. Vietnam Never Again – 4:10
7. America My Home – 6:25
8. Star Yeck: Voyage of the Good Ship Undersize – 6:03
9. Mi Corazon – 3:20

## Zu den einzelnen Titeln
Der Eröffnungssong Not in a Chinese Restaurant ist ein Beispiel für Country Joe McDonalds Humor, der in dem Stück den Auftritt in einem chinesischen Restaurant imitiert. Im Hintergrund sind während des gesamten Songs chinesische Stimmen zu hören. Diese geraten in Streit und plötzlich sind Explosionen und Kampfgeräusche zu hören, während Country Joe McDonald einfach weitersingt. Der Titel ist ansonsten identisch mit dem sentimentalen Country-Joe-Song Sure Cure for the Blues.
Es gibt ein instrumentales Stück mit akustischer Gitarre und Bass (Ice Pack) sowie ein fast instrumentales Stück (Mi Corazon). Bei One More Year Of Good Times geht es um Erklärungen der Regierung, mit denen er nicht einverstanden ist. Der Refrain lautet: „Ein Jahr gute Zeiten ist mehr als das, was ich mir leisten kann.“ Nur wenig später folgt die Liebeserklärung an seine Heimat America My Home – eine umfassende Aufzählung all dessen, was die USA ausmacht, mit einer spektakulären Begleitung von Geflügelgeschnatter und sonstigen Tiergeräuschen. Star Yeck: Voyage Of The Good Ship Undersize enthält eine Raumschiff-Enterprise-Parodie: Sechs Minuten lang erlebt man eine Folge mit McDonald in der Rolle von Captain James P. Jerk und seiner Mannschaft.

## Besetzung
Das Album entstand unter Mithilfe einer ganzen Reihe von Sessionmusikern:
Not in a Chinese Restaurant:
- Peter Walsh: Bass & Gesang
- Garry Goodrow, Jim Cranna, Nancy Fish, Lisa Eunson: Stimmen

Power Plant Blues:
- Jay Graydon: Gitarre
- John Blackley: Gitarre
- Michael Porcaro: Bass
- Jeffrey Porcaro: Schlagzeug
- David Foster: Klavier

Picks and Lasers:
- Peter Walsh: Gitarre
- David Hayes: Bass
- Jeffrey Myers: Schlagzeug

Ice Pack, One More Year of Good Times, America My Home:
- Peter Walsh: Bass

Vietnam Never Again
- Greg Douglass: E-Gitarre
- David Hayes: Bass
- Tom Dollinger: Schlagzeug
- John Allair: Klavier

Star Yeck: Voyage of the Good Ship Undersize
- Gary Goodrow als Mr. Spot und Lt. Ungawa
- Howard Hesseman als Mr. Jeckoff und The Computer
- Jim Cranna als Spitty
- Dr. Don Rose als Space Garbage Monster
- Jay Graydon: Gitarre
- Mac Cridlin: Bass
- Bill Cuomo: Klavier
- Michael Boddicker: Soundeffekte

Mi Corazon
- David Hayes: Bass
- Peter Walsh: Gitarre
- Jeffrey Myers: Schlagzeug